# Agama persimilis
Agama persimilis är en ödleart som beskrevs av  Parker 1942. Agama persimilis ingår i släktet Agama och familjen agamer. Inga underarter finns listade i Catalogue of Life.